# فلم عادي

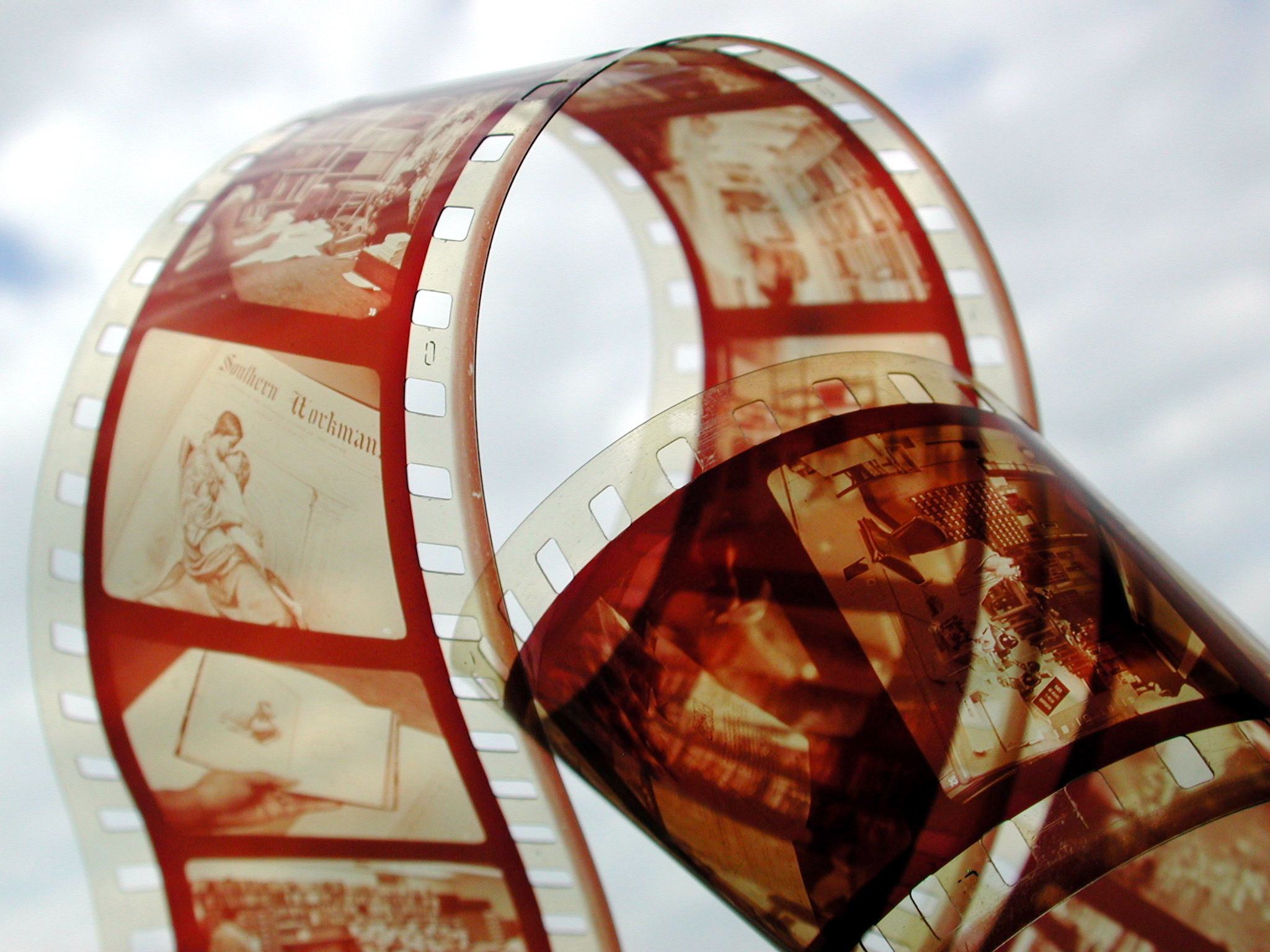
شريط الفيلم

فيلم عادي (بالإنجليزية: Film stock) هو جهاز تناظري يستخدم لتسجيل الأفلام أو الرسوم المتحركة. يتكون من شريط أو ورقة شفافة من البلاستيك المغلفة على جانب واحد مع مستحلب الجيلاتين تحتوي بلورات هاليد الفضة صغيرة مجهريا وحساسة للضوء. الاحجام والخصائص الأخرى للبورات تحدد مدى حساسية وتباين ودقة الفيلم.